# Кишуй
Кишуй — река в России, протекает в Вологодской области, в Нюксенском районе. Устье реки находится в 54 км по правому берегу реки Большая Бобровка. Длина реки составляет 11 км.
Исток Кишуя находится в Кишуйском болоте на Галичской возвышенности в 28 км к востоку от села Городищна на границе с Кичменгско-Городецким районом. Течёт по ненаселённой лесной местности на северо-запад.

## Данные водного реестра
По данным государственного водного реестра России относится к Двинско-Печорскому бассейновому округу, водохозяйственный участок реки — Северная Двина от начала реки до впадения реки Вычегда, без рек Юг и Сухона (от истока до Кубенского гидроузла), речной подбассейн реки — Сухона. Речной бассейн реки — Северная Двина.
По данным геоинформационной системы водохозяйственного районирования территории РФ, подготовленной Федеральным агентством водных ресурсов:
- Код водного объекта в государственном водном реестре — 03020100312103000009357
- Код по гидрологической изученности (ГИ) — 103000935
- Код бассейна — 03.02.01.003
- Номер тома по ГИ — 03
- Выпуск по ГИ — 0